# Diazepam
Díazepám je anksiolitik iz skupine benzodiazepinov z zelo dolgim razpolovnim časom, ki učinkuje pri psihosomatskih motnjah in deluje kot centralni mišični relaksant in antikonvulziv.
Uporablja se za zdravljenje velikega nabora bolezni, kot so tesnobnost, alkoholni odtegnitveni sindrom, benzodiazepinski odtegnitveni sindrom, mišični krči, epileptični krči, nespečnost in sindrom nemirnih nog. Lahko se uporabi tudi za doseganje amnezije med določenimi medicinskimi posegi. Uporablja se lahko z zaužitjem (peroralno), rektalno, z intramuskularnim ali intravenskim injiciranjem. Po intravenski uporabi (na primer za prekinitev epileptičnega statusa) začne delovati v eni do pet minut in deluje do ene ure. Po peroralni uporabi nastopi učinek po največ 40 minutah.
Med pogoste neželene učinke spadajo zaspanost in težave s koordinacijo. Hudi neželeni učinki so redki; mednje spadajo samomorilnost, zavrto dihanje in povečano tveganje za napade, zlasti pri pogosti uporabi pri bolnikih z epilepsijo. Pojavita se lahko tudi razburjenost in psihomotorična razdraženost. Dolgotrajnejša uporaba lahko povzroči toleranco, odvisnost in odtegniveni sindrom po prekinitvi ali zmanjšanju odmerka. Nenadna prekinitev diazepama po dolgotrajni uporabi je lahko nevarna. Po prekinitvi dolgotrajne uporabe lahko kognitivne težave pri pacientu vztrajajo tudi pol leta ali dlje. Uporaba se med nosečnostjo in dojenjem ne priporoča. Njegovo delovanje temelji na povečanju učinka živčnega prenašalca γ-aminomaslene kisline (GABA).
Diazepam je prvi sintetiziral Leo Sternbach, farmacevstko podjetje Hoffmann-La Roche pa ga je pod tržnim imenom Valium začelo prvo proizvajati. Od utrženja leta 1963 je diazepam postal eno od najpogosteje predpisovanih zdravil. V Združenih državah Amerike je bil diazepam med letoma 1968 in 1982 najbolj prodajano zdravilo in le v letu 1978 so tam prodali več kot dve milijardi tablet. Patent za zdravilo je potekel leta 1985 in danes je v svetu na trgu več kot 500 zdravil z različnimi zaščitenimi imeni. V Sloveniji je na tržišču na voljo pod tržnim imenom Apaurin podjetja Krka.
Diazepam je uvrščen na seznam esencialnih zdravil Svetovne zdravstvene organizacije, kjer se nahajajo zdravila, potrebna za izvajanje osnovnega zdravstvenega varstva.

## Mehanizem delovanja
Diazepam, kot tudi drugi benzodiazepini, deluje prek specifičnih benzodiazepinskih receptorjev, ki so najštevilnejši v limbičnem sistemu, hipotalamusu, malih možganih in progastem jedru. Ti receptorji in receptorji GABA tvorijo anatomsko in funkcionalno enoto. Benzodiazepinski receptor predstavlja namreč vezavno mesto na receptorju GABAA, vendar je različno od vezavnega mesta za GABA. Vezava benzodiazepinov zvečuje frekvenco odpiranja kloridnih kanalčkov, kar zveča amplitudo hitrih inhibicijskih postsinaptičnih potencialov, izzvanih z vezavo GABA. Posledica je antikonvulzivno in mišično relaksantno delovanje. Zaradi močnejšega delovanja GABA se zmanjša delovanje ekscitacijskih živčnih prenašalcev serotonina, noradrenalina in acetilholina, kar povzroči anksiolitično in hipnosedativno delovanje.